# Jessica Zelinka
Jessica Zelinka (* 3. September 1981 in London, Ontario) ist eine kanadische Leichtathletin mit den Spezialdisziplinen Siebenkampf und 100-Meter-Hürdenlauf.
Im Siebenkampf wurde sie 2005 bei den Weltmeisterschaften in Helsinki Elfte und verpasste bei den Commonwealth Games 2006 in Melbourne mit einem vierten Platz knapp die Medaillenränge. 2007 gewann sie in dieser Disziplin Gold bei den Panamerikanischen Spielen in Rio de Janeiro, und 2008 wurde sie Sechste bei den Olympischen Spielen in Peking.
Nach einer Babypause setzte sie 2010 ihre Karriere als Siebenkämpferin for und holte Silber bei den Commonwealth Games in Delhi. 2011 wurde sie Neunte bei den Weltmeisterschaften in Daegu.
2012 qualifizierte sie sich sowohl über 100 Meter Hürden wie auch im Siebenkampf für die Olympischen Spiele in London und kam in beiden Disziplinen auf den siebten Rang. Bei den Weltmeisterschaften 2013 in Moskau erreichte sie über 100 Meter Hürden das Halbfinale.
Bislang wurde sie sechsmal Kanadische Meisterin im Siebenkampf (2001, 2004, 2005, 2008, 2010, 2012) und einmal über 100 Meter Hürden (2012). Viermal verbesserte sie den nationalen Siebenkampfrekord.
Jessica Zelinka ist mit dem Wasserpolospieler Nathaniel Miller verheiratet.

## Bestleistungen
- 100 m Hürden: 12,65 s, 3. August 2012, London
- Siebenkampf: 6599 Punkte, 28. Juni 2012, Calgary (kanadischer Rekord)
- Fünfkampf (Halle): 4386 Punkte, 23. Februar 2007, Winnipeg